# 룩셈부르크 공녀 소피
룩셈부르크 공녀 소피(Princes Sophie of Luxembourg, 1902년 2월 14일 ~ 1941년 5월 24일)는 룩셈부르크의 공녀로 기욤 4세와 포르투갈 인판타 마리아 아나의 여섯째 딸이다.